# Fabrice Bourdeaud’hui
Fabrice Bourdeaud'hui (14 september 1983) is een Belgisch hockeyer.

## Levensloop
Bourdeaud'hui kwam uit voor KHC Leuven Als speler van deze club werd hij in 2007 verkozen tot Gouden Stick en in 2011 in het Belgische All Star Team. In 2016 maakte hij de overstap naar Amicale Anderlecht HC.
Daarnaast was hij actief bij het Belgisch zaalhockeyteam. Met de Indoor Red Lions nam hij onder meer deel aan de Europese kampioenschappen van 2020.